# Steve Cummings
Stephen Philip Cummings, detto Steve (Clatterbridge, 19 marzo 1981), è un ex ciclista su strada e pistard britannico, professionista dal 2005 al 2019 e attualmente direttore sportivo del Team Ineos Grenadiers.
Su pista si è laureato campione del mondo dell'inseguimento a squadre nel 2005; nella stessa specialità ha inoltre vinto la medaglia d'argento ai Giochi olimpici di Atene, nel 2004. Su strada si è invece aggiudicato una tappa alla Vuelta a España e due al Tour de France.

## Carriera

### Pista
Comincia la carriera disputando gare su pista. Nel 2004, ai Giochi olimpici di Atene, con il team composto anche da Rob Hayles, Paul Manning e Bradley Wiggins, è secondo nell'inseguimento a squadre. L'anno seguente la squadra composta da Cummings, Paul Manning, Chris Newton e Rob Hayles si aggiudica la prova dell'inseguimento ai mondiali di Los Angeles, interrompendo il dominio australiano che durava ininterrotto da tre anni.
Il 2006 si apre con il trionfo del quartetto Cummings-Hayles-Manning-Newton ai XVIII Giochi del Commonwealth, vittoria conseguita precedendo Australia e Nuova Zelanda; in aprile, però, ai mondiali di Bordeaux, la squadra formata da Cummings, Manning, Geraint Thomas e Hayles deve nuovamente arrendersi all'Australia ottenendo solo la medaglia d'argento. Dopo due successi di tappa nella coppa del mondo 2006-2007 (sempre nell'inseguimento a squadre), Cummings lascia l'attività su pista per dedicarsi a tempo pieno alle gare su strada.

### Strada
Passato professionista nel 2005 con il team belga Landbouwkrediet-Colnago, nello stesso anno è secondo nella prova in linea del campionato britannico su strada (già vinto da junior nel 1999), mentre nel 2006 si classifica secondo nel Trofeo Laigueglia, in Liguria, dietro ad Alessandro Ballan. Nel 2007 gareggia con la Discovery Channel (partecipa per la prima volta al Giro d'Italia), per poi passare nel 2008 alla Barloworld.
È il 2008 la miglior stagione su strada: in febbraio consegue la prima vittoria tra i pro, nella seconda tappa del Giro della Provincia di Reggio Calabria. In maggio è nuovamente sulle strade del Giro, mentre in agosto, dopo il secondo posto al Giro di Danimarca e l'undicesimo nella cronometro olimpica di Pechino, si aggiudica la Coppa Bernocchi, terza prova del Trittico Lombardo. In settembre è secondo al Tour of Britain.
Nel 2012 passa alla statunitense BMC. Partecipa, in agosto, alla Vuelta dove riesce a imporsi, grazie a una fuga da lontano, nella tredicesima tappa con arrivo a Ferrol, ottenendo così il primo successo in un grande giro.
Nel 2015 ottiene la sua prima vittoria al Tour de France nella 14ª tappa, a Mende, prendendo in contropiede nell'ultimo chilometro i francesi Thibaut Pinot e Romain Bardet rispettivamente secondo e terzo all'arrivo. Grazie a lui il team MTN-Qhubeka ottiene la prima vittoria della sua storia al Tour. 
Nel 2016 conquista la prima corsa a tappe della carriera, il Tour of Britain. Va in fuga nel corso della 2ª tappa venendo battuto dal solo Julien Vermote ma guadagnando circa un minuto sul gruppo dei migliori. Nelle tappe successive si dimostra più regolare del compagno di fuga e conquista la maglia di capoclassifica sull'arrivo di Haytor, difendendola poi fino al traguardo finale di Londra..                                                                    Lo stesso anno, dopo la vittoria della quarta tappa della Tirreno-Adriatico e della settima tappa del Critérium du Dauphiné, si ripete al Tour de France: nella 7ª tappa, con arrivo a Lac de Payolle, infatti entra nella fuga di giornata e si lancia all'attacco ai piedi della prima salita riuscendo ad arrivare al traguardo solo con più di un minuto sulla coppia di inseguitori composta da Daryl Impey e Daniel Navarro.
Nel 2017 vince, per la prima volta in carriera, il campionato nazionale a cronometro.

## Palmarès

### Pista
- 2001

Campionato britannico, inseguimento a squadre
- 2005

Campionato britannico, inseguimento a squadre
Campionato mondiale, inseguimento a squadre
tappa di Manchester della Coppa del mondo, inseguimento a squadre
- 2006

Campionato britannico, inseguimento a squadre
Giochi del Commonwealth, inseguimento a squadre
- 2007

tappa di Sydney della Coppa del mondo, inseguimento a squadre
tappa di Pechino della Coppa del mondo, inseguimento a squadre

### Strada
- 2008 (Barloworld, due vittorie)

2ª tappa Giro della Provincia di Reggio Calabria (Piana di Sibari > Chiaravalle Centrale)
Coppa Bernocchi
- 2009 (Barloworld, una vittoria)

Challenge 3 Giro del Capo
- 2011 (Sky, una vittoria)

3ª tappa Volta ao Algarve (Tavira > Loulé)
- 2012 (BMC, due vittorie)

13ª tappa Vuelta a España (Santiago di Compostela > Ferrol)
5ª tappa Tour of Beijing (Changping > Pinggu)
- 2014 (BMC, due vittorie)

4ª tappa Tour Méditerranéen
Classifica generale Tour Méditerranéen
- 2015 (MTN-Qhubeka, due vittorie)

Trofeo Platja de Muro - Trofeo Andratx
14ª tappa Tour de France (Rodez > Mende)
- 2016 (Dimension Data, cinque vittorie)

4ª tappa Tirreno-Adriatico (Montalto di Castro > Foligno)
3ª tappa Vuelta al País Vasco (Vitoria-Gasteiz > Lesaka)
7ª tappa Critérium du Dauphiné (Le Pont-de-Claix > SuperDévoluy)
7ª tappa Tour de France (L'Isle-Jourdain > Lac de Payolle)
Classifica generale Tour of Britain
- 2017 (Dimension Data, due vittorie)

Campionati britannici, Prova a cronometro
Campionati britannici, Prova in linea

## Piazzamenti

### Grandi Giri
- Giro d'Italia

2007: 109º
2008: 96º
2010: 55º
2013: 149º
- Tour de France

2010: 151º
2012: 95º
2015: 86º
2016: 140º
2017: 141º
2019: 129º
- Vuelta a España

2012: 156º
2015: 102º
2018: 124º

### Classiche monumento
- Milano-Sanremo

2007: 64º
2015: 157º
2016: 77º
2017: 38º
2018: 73º
2019: 57º
- Giro delle Fiandre

2009: 76º
- Liegi-Bastogne-Liegi

2008: 96º
2009: ritirato
2010: 23º
2011: 37º
2013: ritirato
2014: ritirato
2015: 26º
2016: 19º
2018: 82º
- Giro di Lombardia

2007: 97º
2008: 74º
2010: ritirato
2011: 42º
2012: ritirato
2017: ritirato
2018: 85º

### Competizioni mondiali
- Giochi olimpici

Atene 2004 - Inseguimento a squadre: 2º
Pechino 2008 - Cronometro: 11º
Pechino 2008 - In linea: ritirato
Rio de Janeiro 2016 - In linea: ritirato
- Campionati del mondo su pista

Los Angeles 2005 - Inseguimento a squadre: vincitore
Bordeaux 2006 - Inseguimento a squadre: 2º
- Campionati del mondo su strada

Madrid 2005 - In linea Elite: ritirato
Varese 2008 - Cronometro Elite: 25º
Varese 2008 - In linea Elite: ritirato
Mendrisio 2009 - In linea Elite: 52º
Copenaghen 2011 - In linea Elite: ritirato
Limburgo 2012 - In linea Elite: 70º
Toscana 2013 - Cronosquadre: 4º
Toscana 2013 - In linea Elite: ritirato
Ponferrada 2014 - In linea Elite: ritirato
Richmond 2015 - Cronometro Elite: 14º
Richmond 2015 - In linea Elite: 31º
Doha 2016 - Cronometro Elite: 25º
Doha 2016 - In linea Elite: ritirato